# ルスラン・ミルザエフ
ルスラン・ミルザエフ（? -）は、ウズベキスタンの政治家、軍人、チェキスト。元国防相。少将。

## 経歴
中華人民共和国新疆ウイグル自治区出身。ウイグル人。
ソ連国家保安委員会（KGB）で働き、カザフスタン東部、タジキスタン東部と南部で活動した。
2005年11月18日まで、国家安全保障会議書記。
2005年11月18日～2008年9月17日、国防相。
国防相退任後、安全保障会議副書記。
| スタブアイコン | サブスタブ | この項目は、まだ閲覧者の調べものの参照としては役立たない、人物に関連した書きかけの項目です。この項目を加筆・訂正などしてくださる協力者を求めています（P:人物伝/PJ:人物伝）。 |